# Rotberger
Le  rotberger est un cépage de cuve allemand de raisins noirs.

## Origine et répartition géographique
Le cépage est une obtention de Heinrich Birk dans l'institut Institut für Rebenzüchtung und Rebenveredlung der Hessischen Forschungsanstalt für Weinbau, Gartenbau, Getränketechnologie und Landespflege à Geisenheim. L'origine génétique est vérifiée et c'est un croisement des cépages trollinger x riesling réalisé en 1928. Le cépage est autorisé dans de nombreux Länder en Allemagne ou il ne couvre que 28 hectares. 
Il est un peu cultivé en Italie, Afrique du Sud, Nouvelle-Zélande au Canada et  aux États-Unis.

## Caractères ampélographiques
- Extrémité du jeune rameau cotonneux, blanc
- Jeunes feuilles duveteuses, vert jaunâtre.
- Feuilles adultes, à 5 lobes avec des sinus supérieurs en U étroit et moyennement profonds, un sinus pétiolaire étroite ou souvent à bords légèrement superposés, des dents anguleuses, moyennes, un limbe très aranéeux.

## Aptitudes culturales
La maturité est de première  époque moyenne: avec  le chasselas.

## Potentiel technologique
Les grappes  sont moyennes et les baies sont de taille moyenne à grosse. La grappe est conique et compacte. Le cépage donne des vins rouges sec de couleur rouge rubis clair. Il sert souvent à produire des vins rosés et des vins pétillants de qualité.

## Synonymes
Le  rotberger est connu sous le nom de Gm 6414-36